# SNAC
社交網絡及存檔內容（SNAC）是发现、定位和運用分布式信史的在线平台。它是由设在美国的一些组织合作发起的。SNAC的主要工作為「從对人的描述中分隔出人創造和記錄人生活和工作的歷史記錄描述」，並就此進行發展和研究。

## 历史
SNAC于2010年成立，资金来自国家档案和记录管理局的美國國家人文基金會（NEH），加州數碼图书馆（CDL），弗吉尼亚大学的人文科學先進技術研究所（IATH）和加利福尼亚大学伯克利資訊學院。

## 外部鏈結
- 官方网站